# Miku Itō
Miku Itō (伊藤 美来, Itō Miku, née le 12 octobre 1996 à Tokyo) est une seiyū et chanteuse japonaise.

## Carrière
Itō entre chez Style Cube en tant que stagiaire et en 2012, elle réussit la première audition de doubleuse de Style Cube. En 2013, elle rejoint le groupe de chanteuses et doubleuses StylipS avec Moe Toyota, une collègue stagiaire. En 2014, elle fait ses débuts dans un anime télévisé dans le rôle de Nanako Usami dans Locodol. En mai 2015, Itō forme une nouvelle unité Pyxis avec Moe Toyota.
En février 2016, elle tient son premier concert solo et en octobre 2016, elle sort son premier single Awa to Berbane chez Japan Columbia, faisant ses débuts en solo en tant que chanteuse.
Le 16 décembre 2019, elle remporte le prix de la catégorie doubleuse au Gura Japa! Award.

## Filmographie

### Animes
2013
- Chronicles of the Going Home Club : Shieru Akabane
- Suisei no gargantia : Dancer
- Wanna Be the Strongest in the World : Yuho Mochizuki

2014
- Black Bullet : Mai
- Locodol : Nanako Usami
- The Comic Artist and His Assistants : Suino Sahoto

2015
- Ani Tore! EX : Asami Hoshi
- Million Doll : Mariko
- Re-Kan! : Narumi Inoue, Grandma Inoue
- Yuri Kuma Arashi : Katyusha Akae

2016
- Anitore! XX : Asami Hoshi
- Handa-kun : Maiko Mori
- Mahou Shoujo Nante Mouiidesukara : Mafuyu Shinogi, Girl C

2017
- Action Heroine Cheer Fruits : Ann Akagi
- Busō Shōjo Machiavellism : Nono Mozunono
- Chain Chronicle ~Light of Haecceitas~ : Lilith

2018
- BanG Dream! Girls Band Party! Pico : Kokoro Tsurumaki
- Sword Art Online: Alicization : Frenika
- Ryūō no oshigoto! : Sasari Oga

2019
- BanG Dream! 2nd Season : Kokoro Tsurumaki
- How Clumsy you are, Miss Ueno : Yomogi Tanaka
- Hulaing Babies : Miku
- The Quintessential Quintuplets : Miku Nakano

2020
- Adachi and Shimamura : Hougetsu Shimamura
- Assault Lily Bouquet : Yuri Hitotsuyanagi, Friend
- BanG Dream! 3rd Season : Kokoro Tsurumaki
- BanG Dream! Girls Band Party! Pico: Ohmori : Kokoro Tsurumaki
- Gleipnir : Nana Mifune
- Hulaing Babies☆Petit : Miku
- Nekopara : Maple
- Princess Connect! Re:Dive : Kokkoro/Kokoro Natsume
- Sorcerous Stabber Orphen : Fiena

2021
- BanG Dream! Girls Band Party! Pico Fever! : Kokoro Tsurumaki
- Combatants Will Be Dispatched! : Russell of the Water
- How Not to Summon a Demon Lord Ω : Lumachina Weselia
- La Sorcière invincible tueuse de Slime depuis 300 ans : Fatla
- Muv-Luv Alternative : Chizuru Sakaki
- PuraOre! Pride of Orange : Yuka Iihara
- Suppose a Kid from the Last Dungeon Boonies Moved to a Starter Town : Phyllo
- Takt Op. Destiny : Titan
- The Aquatope on White Sand : Kukuru Misakino
- The Quintessential Quintuplets 2nd Season : Miku Nakano
- Yūki Yūna wa Yūsha de Aru Churutto! : Renge Miroku

2022
- Akebi's Sailor Uniform : Neko Kamimoku
- Love Flops : Aoi Izumisawa, Ai Izawa
- Princess Connect! Re:Dive Season 2 : Kokkoro/Kokoro Natsume

2023
- Kubo Won't Let Me Be Invisible : Akina Kubo
- Masamune-kun's Revenge R : Muriel Besson
- Spy Classroom : Grete
- Je me fais isekai pour la deuxième fois... Ça commence à faire beaucoup. : Alize
- Synduality: Noir : Maria
- The Eminence in Shadow 2nd Season : 559

2024
- Demon Lord 2099 : Machina
- Jellyfish Can't Swim in the Night : Mahiru Kōzuki
- Seiyū Radio no Ura Omote : Yasumi Utatane/Yumiko Satō

### Jeu vidéo
2022
- Neptunia x SENRAN KAGURA: Ninja Wars : Yuuki

- The Eminence in Shadow: Master of Garden : Victoria / 559[4]

### Tokusatsu
2021
- Kamen Rider Revice et dérivés : Lovekov, Miku Itou (elle-même)

## Discographie
Albums
- 2017 : Suisai: Aquaveil
- 2019 : PopSkip
- 2020 : Rhythmic Flavor
- 2023 : This One's for You

Singles
- 2016 : Awa to Berbene
- 2017 : Shocking Blue
- 2018 : Mamoritai Mono no Tame ni
- 2018 : Koi wa Movie
- 2019 : Hirameki Heartbeat
- 2020 : Plunderer
- 2020 : Kokou no Hikari Lonely dark
- 2021 : No.6
- 2021 : Pasta
- 2021 : High tide girl
- 2022 : Ao Hyaku-shoku